# Miracle du figuier stérile
Ne doit pas être confondu avec Parabole du figuier stérile.

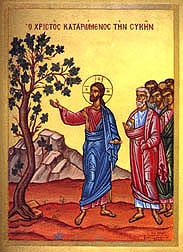
Icône byzantine sur le figuier stérile.

Le figuier stérile, nommé également le figuier desséché ou encore le figuier maudit, est un épisode où intervient un miracle de Jésus-Christ. Il est cité dans deux Évangiles. 

## Textes

### Présentation
Il est admis par le consensus des historiens que le premier des Évangiles canoniques est celui de Marc, écrit vers 65. Le même consensus entoure la question des sources des deux synoptiques suivants : Matthieu (vers 70-80) et Luc (vers 80) ont travaillé séparément mais ont eu recours aux deux mêmes sources principales : l'Évangile selon Marc et la source Q.
L'épisode du figuier stérile apparaît pour la première fois chez Marc. Il est repris par Matthieu.
Quant à l'Évangile selon Luc, il se fait l'écho du même épisode, mais sous forme de parabole : la parabole du figuier stérile (13:6-9).

### Marc
Évangile selon Marc, 11:12-14 et 11:20-24
« Le lendemain, après qu’ils furent sortis de Béthanie, Jésus eut faim.
Apercevant de loin un figuier qui avait des feuilles, il alla voir s’il y trouverait quelque chose ; et, s’en étant approché, il ne trouva que des feuilles, car ce n’était pas la saison des figues.
Prenant alors la parole, il lui dit : Que jamais personne ne mange de ton fruit ! Et ses disciples l’entendirent [...]. »
« Quand le soir fut venu, Jésus sortit de la ville.
Le matin, en passant, les disciples virent le figuier séché jusqu’aux racines.
Pierre, se rappelant ce qui s’était passé, dit à Jésus : Rabbi, regarde, le figuier que tu as maudit a séché.
Jésus prit la parole, et leur dit : Ayez foi en Dieu.
Je vous le dis en vérité, si quelqu’un dit à cette montagne : Ôte-toi de là et jette-toi dans la mer, et s’il ne doute point en son cœur, mais croit que ce qu’il dit arrive, il le verra s’accomplir.
C’est pourquoi je vous dis : Tout ce que vous demanderez en priant, croyez que vous l’avez reçu, et vous le verrez s’accomplir. » (Traduction de Louis Segond.)

### Matthieu
Évangile selon Matthieu, 21:18-22 
« Le matin, en retournant à la ville, il eut faim. Voyant un figuier sur le chemin, il s'en approcha; mais il n'y trouva que des feuilles, et il lui dit: Que jamais fruit ne naisse de toi! Et à l'instant le figuier sécha. Les disciples, qui virent cela, furent étonnés, et dirent: Comment ce figuier est-il devenu sec en un instant? Jésus leur répondit : Je vous le dis en vérité, si vous aviez de la foi et que vous ne doutiez point, non seulement vous feriez ce qui a été fait à ce figuier, mais quand vous diriez à cette montagne : Ôte-toi de là et jette-toi dans la mer, cela se ferait. Tout ce que vous demanderez avec foi par la prière, vous le recevrez. » (Traduction de Louis Segond.)